# Suono Libero
A Suono Libero Gigi D'Agostino 2008-as válogatáslemeze. A lemez két korongot tartalmaz; az elsőn a lágyabb, érzelmesebb dalok találhatóak főleg Gigi D'Agostino név alatt, a másodikon a kemény, Lento violento szerzemények szerepelnek, leginkább a Dottor Dag művésznév alatt.

## Számlista

### CD1
1. Gigi D'Agostino – L'amour toujours (Forte forte)  7:16
2. Gigi D'Agostino – Casa Dag  4:56
3. Gigi D'Agostino – Another way (Angeli in festa)  4:44
4. Gigi D'Agostino – La passion (Angeli in festa)  4:42
5. Gigi D'Agostino – La danza del sole  4:40
6. Gigi D'Agostino – The riddle (Get up)  5:33
7. Gigi D'Agostino – Inventi  3:47
8. Gigi D'Agostino – A volte io mi perdo  4:42
9. Gigi D'Agostino – Io vorrei non vorrei ma se vuoi  3:56
10. Gigi D'Agostino – Pioggia e sole  4:54
11. Gigi D'Agostino – Sentirsi cosi  4:43
12. Mr. Dendo – Il trip del vagabondo  4:06
13. Luca Noise – Magic of love (Gigi Dag & Luca Noise sintesi mix)  4:04
14. Gigi D'Agostino – Indiano Dag  5:03
15. Gigi D'Agostino – Walking  5:49
16. Gigi D'Agostino – Casa Dag (Au uon)  5:07
17. Gigi D'Agostino – Magia  1:27

### CD2
1. Gigi D'Agostino – Paese in festa  1:01
2. Gigi D'Agostino – Narcotic  4:15
3. Dottor Dag – Evviva le nana  2:48
4. Dottor Dag – Intendo dire  3:17
5. Dottor Dag – Mi sono capito  4:27
6. Dottor Dag – L'uomo dei fenomeni  3:13
7. Dottor Dag – Paciocco  5:33
8. Nuovi Step – Save the rap (Impiccio mix)  3:11
9. Dottor Dag – Legnata distorta  4:24
10. Dottor Dag – Quoting (Mani a destra mani a sinistra)  4:30
11. Dottor Dag – Pomp  3:22
12. Dottor Dag – Pero  2:57
13. Dottor Dag – Capocantiere  5:00
14. Dottor Dag – Comunitensa  3:15
15. Dottor Dag – La ninna nanna  3:58
16. Dottor Dag – Escerzio del braccio  3:45
17. Dottor Dag – Musicore  4:38
18. Dottor Dag – Believe  5:20
19. Dottor Dag – Materasso Dag  1:34
20. Dottor Dag – Grattino Dag  1:43
21. Tarro Noise & Zarro Dag – In to the bam (Settore terziario)  2:21
22. Dottor Dag – Mi sta sulla cassa  1:25
23. Dottor Dag – Distorsione Dag (Lussazione mix)  3:01

## Szerzők
- CD1/01 & 03: Di Agostino, Sandrini, Montagner & Leoni – Media Songs Srl./Warner Bros Music Italy Srl.
- CD1/02, 05, 08, 10, 11, 14, 15, 16, 17, CD2/01, 03, 04, 05, 06, 07, 09, 10, 11, 12, 13, 14, 15, 16, 17, 18, 19, 20, 22, & 23: Di Agostino – Media Songs Srl./Pensieri Elettronici Srl.
- CD1/04: Di Agostino, Sandrini, Montagner & Jacno – Media Songs Srl./Warner Bros Music Italy Srl./Musique et Communication
- CD1/06: Nick Kershaw – Nick Kershaw Song
- CD1/07: R. Zero, Filistrucchi & Conrado – Zerolandia
- CD1/09: Battisti & Mogol – Sony/BMG
- CD1/12: Rodia & MindsJourney – Media Songs Srl./Pensieri Elettronici Srl.
- CD1/13 & CD2/21: Di Agostino & Martire – Media Songs Srl./Pensieri Elettronici Srl.
- CD2/02: Wolfgang Schrödl – Virgin Music Germany
- CD2/08: Martire & MindsJourney – Media Songs Srl./Pensieri Elettronici Srl.

## Érdekességek
- A lemezen több régebbi dal újrafeldolgozása is hallható pl. L'amour toujours, La passion, vagy a The riddle. Más számok új címeket is kaptak, mint pl. La danza del sole (Bla bla bla), Intendo dire (Quando dico), és L'uomo dei fenomeni (L'uomo sapiente).
- A Walking című dal még az Il Programmino di Gigi D'Agostino című rádióműsor egyik kiadatlan dala volt 2003-ból, az Internet-en sokáig Walking on the sky címen keringett.
- Az Indiano Dag a Prodigy együttes Narayan című számának egyes részleteit használja fel.